# Nanobiotechnologia
Nanobiotechnologia (lub bionanotechnologia) – dziedzina nanotechnologii na pograniczu biologii i biochemii. Zajmuje się przede wszystkim badaniem istniejących nanostruktur, umożliwiając ich wykorzystanie na skalę przemysłową, ale również tworzeniem nowych metod badawczych biologii.
Często terminu bionanotechnologia zwykle używa się naprzemiennie z nanobiotechnnologią, niekiedy są one jednak rozdzielane. Nanobiotechnologię uznaje się wtedy za dyscyplinę, zajmującą się wykorzystaniem nanotechnologii jako metody badawczej biotechnologii, kiedy bionanotechnologia zajmuje się wszystkim na pograniczu biologii i nanotechnologii, włącznie z używaniem biomolekuł jako inspiracji projektów nanotechnnologicznych.
Nanobiotechnologii często używa się też, by opisać multidyscyplinarne techniki badawcze związane z sensorami biologicznymi, leżące na pograniczu fotoniki, biologii, chemii, biofizyki i inżynierii. Pomiary w biologii z użyciem falowodu, jak interferometria są kolejnym przykładem.
Nanobiotechnologia jest wykorzystywana w kulturach tkankowych. Podawanie mikroskładników odżywczych na poziomie pojedynczych atomów i cząsteczek pozwala na stymulację różnych etapów rozwojowych, inicjację podziału i różnicowania się komórek przy produkcji materiału roślinnego, który musi być wyrównany jakościowo i jednolity genetycznie.